# Agua Zarca, Veracruz
Agua Zarca är en ort i Mexiko.   Den ligger i kommunen Álamo Temapache och delstaten Veracruz, i den sydöstra delen av landet, 210 km nordost om huvudstaden Mexico City. Agua Zarca ligger 132 meter över havet och antalet invånare är 305.
Terrängen runt Agua Zarca är platt åt nordost, men åt sydväst är den kuperad. Runt Agua Zarca är det ganska tätbefolkat, med 78 invånare per kvadratkilometer. Närmaste större samhälle är Álamo, 11,9 km nordost om Agua Zarca. Trakten runt Agua Zarca består till största delen av jordbruksmark.